# Colin Moody
Colin Moody (Australia, 14 de marzo de 1968) es un actor australiano, conocido por haber interpretado a Benjamin Bunny en las películas Peter Rabbit (2018) y Peter Rabbit 2: The Runaway (2021), y al Capitán Blackheart en la serie de televisión Pirate Island. También ha participado en series como Something in the Air y The Alienist.

## Carrera

### Cine
En 1994, Moody apareció en la película Absolom 2022. Más tarde, en 2010, tuvo un pequeño papel como un subastador en Las crónicas de Narnia: la travesía del Viajero del Alba. En 2018, prestó su voz al personaje de Benjamin Bunny en la película Peter Rabbit, papel que repitió en la secuela de 2021, Peter Rabbit 2: The Runaway.

### Televisión
Moody ha tenido una carrera activa en televisión. Entre 2000 y 2002, interpretó a Tom Dooley en la serie australiana Something in the Air. También interpretó al Capitán Blackheart en la serie de televisión infantil australiana Pirate Island. En 2018, apareció como el oficial Lasky en un episodio de la serie estadounidense The Alienist. También ha participado en otras series como Miss Fisher's Murder Mysteries y Gallipoli.

### Teatro
Además de su trabajo en cine y televisión, Moody ha tenido una destacada carrera en el teatro. En 2013, ganó el premio Helpmann al Mejor Actor de Reparto en una Obra de Teatro por su interpretación en The Secret River con la Sydney Theatre Company. En 2018, fue nominado en la misma categoría por su papel en The Resistible Rise of Arturo Ui.

## Filmografía

### Cine
- 1994: Absolom 2022
- 2010: Las crónicas de Narnia: la travesía del Viajero del Alba como un subastador
- 2018: Peter Rabbit como Benjamin Bunny (voz)[1]
- 2020: Brothers by Blood como un veterinario
- 2021: Peter Rabbit 2: The Runaway como Benjamin Bunny (voz)[1]

### Televisión
- 1991: A Country Practice como Tim Harris (2 episodios)
- 1993: The Leaving of Liverpool como Sr. Symonds
- 1995: Snowy River: The McGregor Saga como Mark Haskins (1 episodio)
- 1997: Return to Jupiter como Selby (13 episodios)
- 1997: Big Sky como Vince Brown (1 episodio)
- 2000-2002: Something in the Air como Tom Dooley (320 episodios)
- 2003: Pirate Island como el Capitán Blackheart (26 episodios)
- 2004: Stingers como Craig Levine (1 episodio)
- 2005-2006: The Genie from Down Under como Neil Woods (19 episodios)
- 2011: Small Time Gangster como Darren (1 episodio)
- 2014: Party Tricks como Geoff Ballard (6 episodios)
- 2015: Gallipoli como Sir William Antill (1 episodio)
- 2015: Deadline Gallipoli como el Mayor Antill (1 episodio)
- 2015: Miss Fisher's Murder Mysteries como Eugene Fisher (2 episodios)
- 2018: The Alienist como el Oficial Lasky (1 episodio)
- 2019: Summer of Rockets como Steward (1 episodio)

## Premios y nominaciones
- 2013: Premio Helpmann al Mejor Actor de Reparto en una Obra de Teatro por The Secret River.
- 2018: Nominado al Premio Helpmann al Mejor Actor de Reparto en una Obra de Teatro por The Resistible Rise of Arturo Ui.[3][4]